# Simoselaps
Genre
Synonymes
- Rhynchoelaps Jan, 1859
- Melwardia Worrell, 1960
- Narophis Worrell, 1961

Simoselaps est un genre de serpents de la famille des Elapidae.

## Répartition
Les 5 espèces de ce genre sont endémiques d'Australie.

## Description
Ces serpents sont ovipares.

## Liste des espèces
Selon The Reptile Database (3 septembre 2014) :
- Simoselaps anomalus (Sternfeld, 1919)
- Simoselaps bertholdi (Jan, 1859)
- Simoselaps bimaculatus (Duméril, Bibron & Duméril, 1854)
- Simoselaps littoralis (Storr, 1968)
- Simoselaps minimus (Worrell, 1960)

## Publication originale
- Jan, 1859 : Plan d'une iconographie descriptive des ophidiens et description sommaire de nouvelles espèces de serpents. Revue et Magasin de Zoologie Pure et Appliquée, Paris, sér. 2, vol. 11, p. 122-130 (texte intégral).